# ایلکا رمس (بازیکن فوتبال)
ایلکا رمس (فنلاندی: Ilkka Remes؛ زادهٔ ۲۹ ژوئیهٔ ۱۹۶۳) بازیکن فوتبال اهل فنلاند بود.
وی همچنین در تیم ملی فوتبال فنلاند بازی کرده‌است.